# 長野県農業共済組合連合会

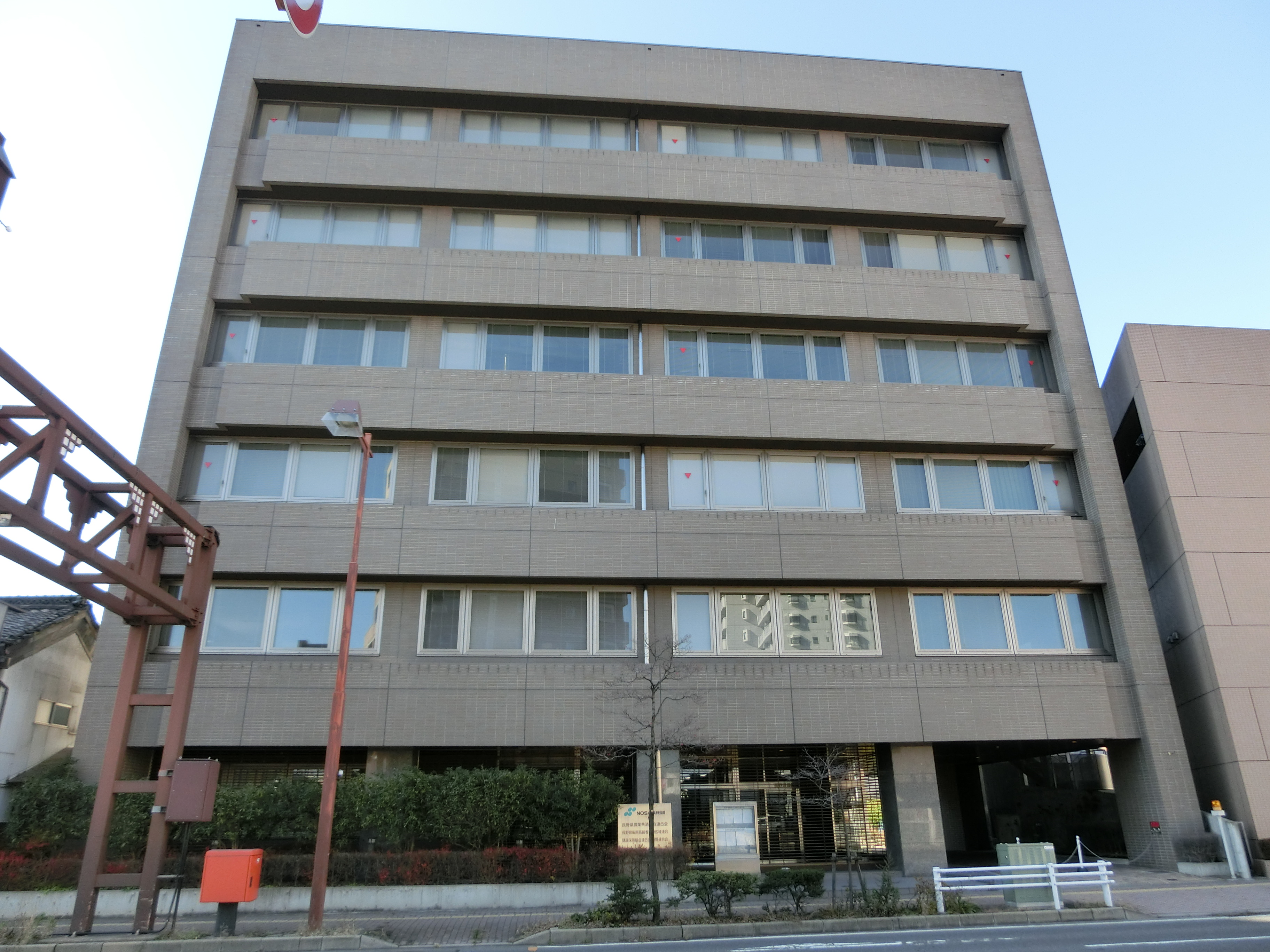
長野県農業共済組合連合会館

| 長野県農業共済組合連合会   | 長野県農業共済組合連合会 |
| -------------------------- | ------------------------ |
| 会長理事                   | 伊藤喜平                 |
| 事務所数                   | 1本所                    |
| 設立日                     | 1948年 5月               |
| 本所                       |                          |
| 所在地                     | 〒380-0935               |
| 長野市大字中御所字岡田79-5 |                          |
| 外部リンク                 | NOSAI長野                |

長野県農業共済組合連合会（ながのけんのうぎょうきょうさいくみあいれんごうかい）は、2017年（平成29年）3月まで長野県長野市に本部を置いていた農業共済組合連合会。
2017年4月1日より県内4つの農業共済組合と統合し、長野県農業共済組合となった。

## 所在地
長野市大字中御所字岡田79-5（NOSAI長野会館内）

## 沿革
- 1948年（昭和23年）5月 - 長野県農業共済保険組合が発足。
- 1949年（昭和24年）6月 - 農業災害補償法の一部改正に伴い、長野県農業共済組合連合会に改称。
- 2017年（平成29年）4月 - 県内4つの農業共済組合と合併し、長野県農業共済組合が発足。

## 管轄区域
- 長野県

## 管内の農業共済組合
現在は全て長野県農業共済組合の地域センターとなっている。 
- 東信農業共済組合（NOSAI東信）
- 南信農業共済組合（NOSAI南信）
- 中信農業共済組合（NOSAI中信）
- 北信農業共済組合（NOSAI北信）